# Schwarze Hörner
Die Schwarzen Hörner (norwegisch Svarthorna) sind je nach Zählweise ein aus fünf oder mehr bis zu 2488 m hohen Gipfeln bestehender Gebirgszug im ostantarktischen Königin-Maud-Land. Sie ragen aus dem geschwungenen Südende der Mittleren Petermannkette im Wohlthatmassiv auf.
Entdeckt und deskriptiv benannt wurde der Gebirgszug bei der Deutschen Antarktischen Expedition 1938/39 unter der Leitung des Polarforschers Alfred Ritscher. Eine neuerliche Kartierung und die Übersetzung der Namensgebung ins Norwegische nahmen Teilnehmer der Dritten Norwegischen Antarktisexpedition (1956–1960) vor.